# Хашдате (Герла)
Хашдате (рум. Hășdate) насеље је у Румунији у округу Клуж у општини Герла. Oпштина се налази на надморској висини од 261 m.

## Становништво
Према подацима из 2002. године у насељу је живело 329 становника.

### Попис2002.
| Расподела становништва по националности 2002.‍ | Расподела становништва по националности 2002.‍ | Расподела становништва по националности 2002.‍ | Расподела становништва по националности 2002.‍ | Расподела становништва по националности 2002.‍ |
| --------------------------------------------- | --------------------------------------------- | --------------------------------------------- | --------------------------------------------- | --------------------------------------------- |
|                                               |                                               |                                               |                                               |                                               |
| Румуни                                        | Румуни                                        |                                               | 277                                           | 84,2%                                         |
| Мађари                                        | Мађари                                        |                                               | 9                                             | 2,7%                                          |
| Роми                                          | Роми                                          |                                               | 43                                            | 13,1%                                         |